# Estadio Italiano
El Estadio Italiano fue un recinto deportivo que se encontraba ubicado en la manzana marcada por la intersección de las calles El Guanaco y General Saavedra, en la actual comuna de Independencia, al norte de la ciudad de Santiago, Chile. Era propiedad del club deportivo Audax Italiano, albergando los partidos de local de su rama de fútbol desde su inauguración en 1928 hasta el año 1932, cuando fue clausurado después del derrumbe de una de sus tribunas durante la última fecha del Torneo de Primera División de 1932, en los últimos días de la época amateur del fútbol chileno.

## Historia

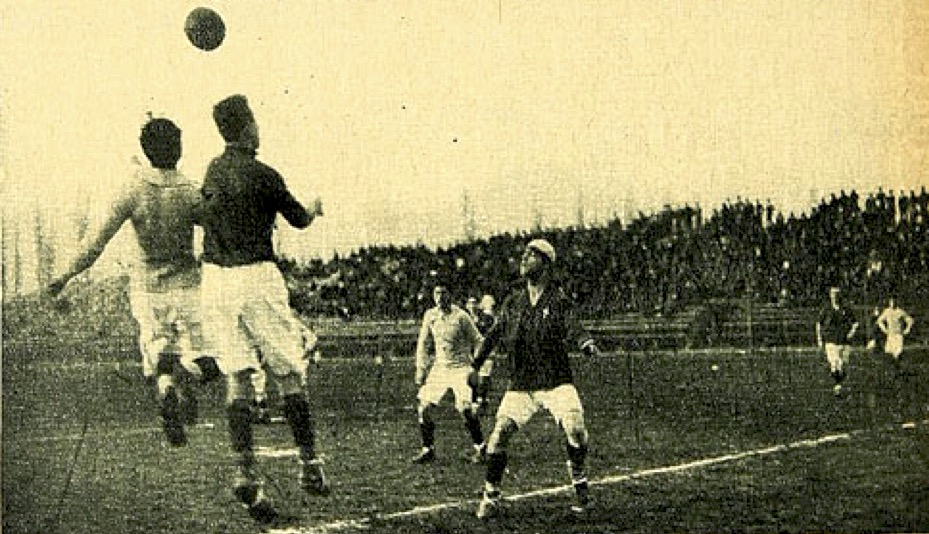
Partido disputado entre Audax Italiano y el seleccionado de la Liga Central de Football en el recinto durante 1928.

La construcción e inauguración del estadio se llevó a cabo mientras Nino Brusadelli era presidente del club, siendo el encargado del proyecto y la gestión de las obras don Juan Gellona. Al momento de su inauguración contaba con una cancha de fútbol y capacidad para 10 000 espectadores, distribuidos a razón de 6000 en galerías y 4000 en tribunas, además de disponer de un salón de eventos y casino. El proyecto contemplaba la construcción de canchas para básquetbol, tenis y bochas, además de una piscina para la práctica de natación y waterpolo, a la par que se mantenían las instalaciones de gimnasia, esgrima y otros deportes en la sede social del club.
El estadio fue inaugurado el 29 de junio de 1928 con un partido de fútbol disputado entre los planteles titulares de Audax Italiano y Unión Deportiva Española, siendo este último el que se llevaría la victoria por 1 a 0. En la antesala del partido principal se disputó un encuentro entre Santiago National y Green Cross, donde el primero vencería por 2 a 1. El primer gol marcado en el estadio fue obra de Urzúa para Green Cross en el partido preliminar.

### Tragedia del Estadio Italiano
Debido a la igualdad de puntos existente una vez finalizada la última rueda del torneo oficial de 1932, debía celebrarse un partido de desempate entre los dos punteros del mismo, los equipos de Audax Italiano y Colo-Colo. 
Al encuentro, itálicos y albos llegaban empatados en el primer lugar de la tabla de posiciones con un rendimiento de 11 victorias y 2 derrotas, acumulando una diferencia de goles de +44 y +40 respectivamente. A su vez, considerando todos los encuentros disputados en la temporada, tanto oficiales como amistosos, Audax encaró el partido con 26 triunfos, 2 empates y 4 derrotas en 32 presentaciones, mientras que Colo-Colo, a esa fecha, sumaba 36 partidos disputados, con 25 victorias, 3 empates y 8 derrotas. Oficialmente, por la primera rueda de la División de Honor, ambos equipos se enfrentaron el 29 de mayo de 1932, imponiéndose Audax Italiano por 2 tantos a 1, ante más de 8000 personas en los Campos de Sports de Ñuñoa. Adicionalmente, durante esa temporada, jugaron otros dos encuentros, venciendo Audax en sendas oportunidades, 3 a 2 el 31 de julio y 4 a 2 el 11 de septiembre.
El partido tuvo que ser cancelado transcurridos 35 minutos de juego por un derrumbe de las tribunas del Estadio Italiano. El partido no pudo ser reprogramado, dándose por campeones del torneo a ambos elencos.
| 1     | POR   | Victorio Steffani |  |
| 2     | DEF   | Max Fisher        |  |
| 3     | DEF   | Guillermo Corbari |  |
| 4     | MED   | Guillermo Gornall |  |
| 5     | MED   | Guillermo Riveros |  |
| 6     | MED   | Enrique Araneda   |  |
| 7     | DEL   | Óscar Bustos      |  |
| 8     | DEL   | Enrique Sorrel    |  |
| 9     | DEL   | Moisés Avilés     |  |
| 10    | DEL   | Carlos Giudice    |  |
| 11    | DEL   | Tomás Ojeda       |  |
| D. T. | D. T. | Francisco Torres  |  |

| 1     | POR   | Eugenio Soto         |  |
| 2     | DEF   | Víctor Morales       |  |
| 3     | DEF   | Togo Bascuñán        |  |
| 4     | MED   | Francisco Sánchez    |  |
| 5     | MED   | Guillermo Saavedra   |  |
| 6     | MED   | Óscar González       |  |
| 7     | DEL   | Carlos Schneeberger  |  |
| 8     | DEL   | Guillermo Subiabre   |  |
| 9     | DEL   | Iván Mayo            |  |
| 10    | DEL   | Eduardo Schneeberger |  |
| 11    | DEL   | José Miguel Olguín   |  |
| D. T. | D. T. | Guillermo Saavedra   |  |

| 35' | Moisés Avilés | 1:2 |

| 13' · 23' | Iván Mayo | 0:1 0:2 |

| Principal | Benjamín Puente |

| 1     | POR   | Victorio Steffani |  |
| 2     | DEF   | Max Fisher        |  |
| 3     | DEF   | Guillermo Corbari |  |
| 4     | MED   | Guillermo Gornall |  |
| 5     | MED   | Guillermo Riveros |  |
| 6     | MED   | Enrique Araneda   |  |
| 7     | DEL   | Óscar Bustos      |  |
| 8     | DEL   | Enrique Sorrel    |  |
| 9     | DEL   | Moisés Avilés     |  |
| 10    | DEL   | Carlos Giudice    |  |
| 11    | DEL   | Tomás Ojeda       |  |
| D. T. | D. T. | Francisco Torres  |  |

| 1     | POR   | Eugenio Soto         |  |
| 2     | DEF   | Víctor Morales       |  |
| 3     | DEF   | Togo Bascuñán        |  |
| 4     | MED   | Francisco Sánchez    |  |
| 5     | MED   | Guillermo Saavedra   |  |
| 6     | MED   | Óscar González       |  |
| 7     | DEL   | Carlos Schneeberger  |  |
| 8     | DEL   | Guillermo Subiabre   |  |
| 9     | DEL   | Iván Mayo            |  |
| 10    | DEL   | Eduardo Schneeberger |  |
| 11    | DEL   | José Miguel Olguín   |  |
| D. T. | D. T. | Guillermo Saavedra   |  |

| 35' | Moisés Avilés | 1:2 |

| 13' · 23' | Iván Mayo | 0:1 0:2 |

| Principal | Benjamín Puente |

| 1     | POR   | Victorio Steffani |  |
| 2     | DEF   | Max Fisher        |  |
| 3     | DEF   | Guillermo Corbari |  |
| 4     | MED   | Guillermo Gornall |  |
| 5     | MED   | Guillermo Riveros |  |
| 6     | MED   | Enrique Araneda   |  |
| 7     | DEL   | Óscar Bustos      |  |
| 8     | DEL   | Enrique Sorrel    |  |
| 9     | DEL   | Moisés Avilés     |  |
| 10    | DEL   | Carlos Giudice    |  |
| 11    | DEL   | Tomás Ojeda       |  |
| D. T. | D. T. | Francisco Torres  |  |

| 1     | POR   | Eugenio Soto         |  |
| 2     | DEF   | Víctor Morales       |  |
| 3     | DEF   | Togo Bascuñán        |  |
| 4     | MED   | Francisco Sánchez    |  |
| 5     | MED   | Guillermo Saavedra   |  |
| 6     | MED   | Óscar González       |  |
| 7     | DEL   | Carlos Schneeberger  |  |
| 8     | DEL   | Guillermo Subiabre   |  |
| 9     | DEL   | Iván Mayo            |  |
| 10    | DEL   | Eduardo Schneeberger |  |
| 11    | DEL   | José Miguel Olguín   |  |
| D. T. | D. T. | Guillermo Saavedra   |  |

| 35' | Moisés Avilés | 1:2 |

| 13' · 23' | Iván Mayo | 0:1 0:2 |

| Principal | Benjamín Puente |

| 1     | POR   | Victorio Steffani |  |
| 2     | DEF   | Max Fisher        |  |
| 3     | DEF   | Guillermo Corbari |  |
| 4     | MED   | Guillermo Gornall |  |
| 5     | MED   | Guillermo Riveros |  |
| 6     | MED   | Enrique Araneda   |  |
| 7     | DEL   | Óscar Bustos      |  |
| 8     | DEL   | Enrique Sorrel    |  |
| 9     | DEL   | Moisés Avilés     |  |
| 10    | DEL   | Carlos Giudice    |  |
| 11    | DEL   | Tomás Ojeda       |  |
| D. T. | D. T. | Francisco Torres  |  |

| 1     | POR   | Eugenio Soto         |  |
| 2     | DEF   | Víctor Morales       |  |
| 3     | DEF   | Togo Bascuñán        |  |
| 4     | MED   | Francisco Sánchez    |  |
| 5     | MED   | Guillermo Saavedra   |  |
| 6     | MED   | Óscar González       |  |
| 7     | DEL   | Carlos Schneeberger  |  |
| 8     | DEL   | Guillermo Subiabre   |  |
| 9     | DEL   | Iván Mayo            |  |
| 10    | DEL   | Eduardo Schneeberger |  |
| 11    | DEL   | José Miguel Olguín   |  |
| D. T. | D. T. | Guillermo Saavedra   |  |

| 35' | Moisés Avilés | 1:2 |

| 13' · 23' | Iván Mayo | 0:1 0:2 |

| Principal | Benjamín Puente |

## Actualidad
Con posterioridad a la tragedia el estadio fue clausurado y parcialmente demolido, pero se mantiene en pie hasta el día de hoy el antiguo casino del estadio, edificación conocida como «Casona Estadio Italiano», ubicada en Av. El Guanaco, ocupando toda la cuadra entre Av. General Saavedra y la calle Pintor Cicarelli. En la actualidad, el edificio está destinado a fines habitacionales, habiendo sido dividido para dicho fin en 12 departamentos entre los años 1945 y 1946. Dichas reformas se produjeron luego de que el inmueble fuese adquirido por Lucía Yánquez, esposa del arquitecto Luciano Kulczewski, de quien se especula que podría haber intervenido en las reformas debido a la presencia de elementos característicos de su estilo arquitectónico en la edificación, aunque no se cuentan con evidencias de que efectivamente se haya producido su intervención.